# Lista de distritos e bairros de Blumenau

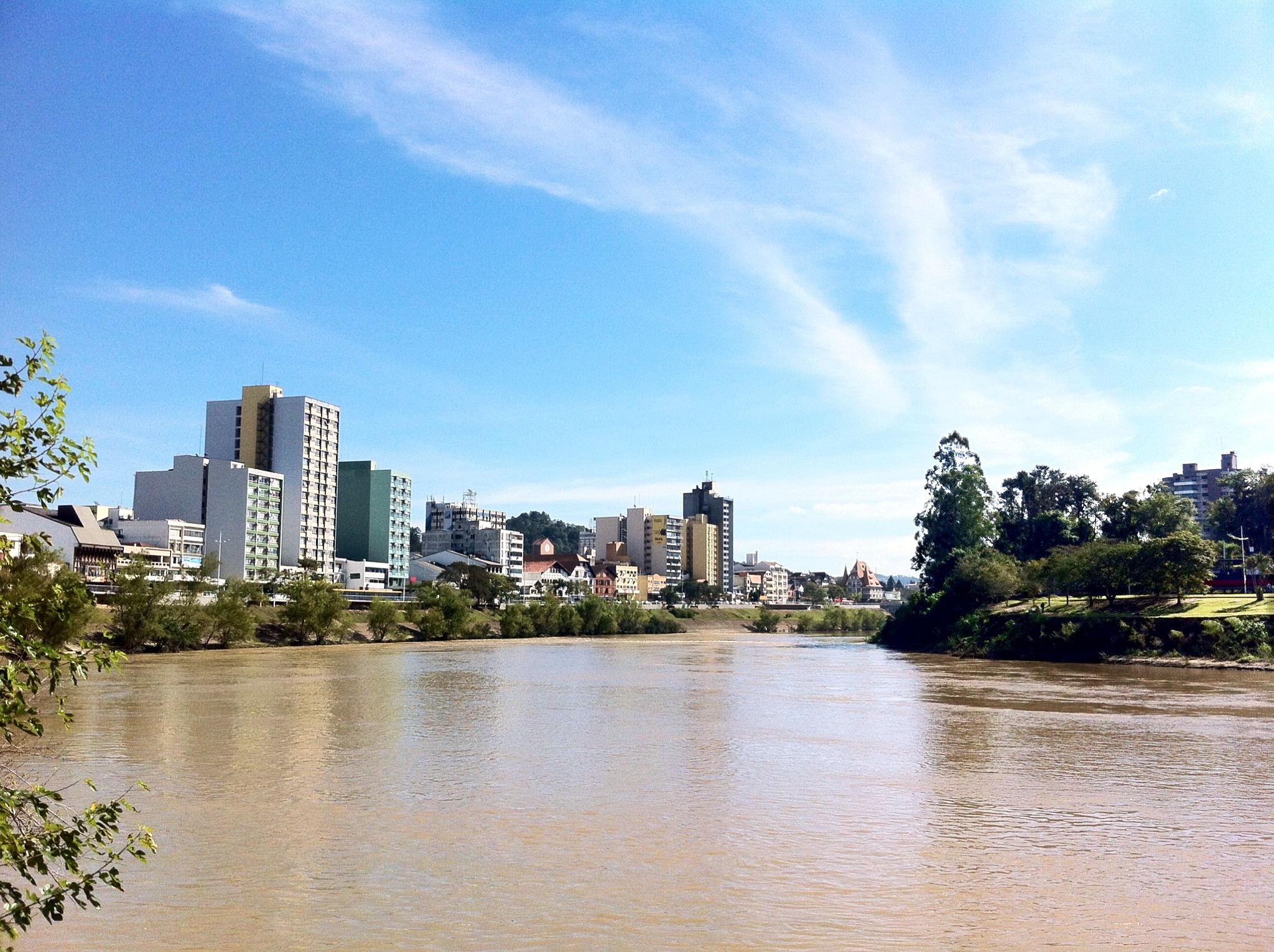
Rio Itajaí-Açu dividindo os bairros Centro (esquerda) e Ponta Aguda (direita)

Os distritos e bairros de Blumenau surgem com a evolução territorial da cidade, e em 1956 houve a criação oficial dos 19 primeiros bairros, ainda que leis anteriores já estabelecessem as áreas urbanas, suburbanas e rurais. Com o decorrer do tempo, do processo de urbanização surgiram outros 11 bairros; foram promulgadas mais leis para ampliarem o perímetro urbano, chegando a 30 bairros. Em 2006 a cidade passou a ter os atuais 35 bairros, juntando-se aos 2 distritos.

## Cronologia
|  | Lei              |
|  | Decreto de lei   |
|  | Lei complementar |

| Lei nº | Data                    | Prefeito                         | Resumo                                                                      |
| ------ | ----------------------- | -------------------------------- | --------------------------------------------------------------------------- |
| 14     | 17 de Maio de 1938      | José Ferreira da Silva           | Delimita áreas urbanas e suburbanas                                         |
| 25     | 12 de Julho de 1938     | José Ferreira da Silva           | Definida nova delimitação de áreas urbanas                                  |
| 103    | 24 de Janeiro de 1944   | Bruno Hildebrand                 | Fixa perímetro urbano de Blumenau e Vila Itoupava                           |
| 37     | 12 de Novembro de 1948  | Frederico Guilherme Busch Júnior | Cria o código de posturas e estabelece limites municipais e interdistritais |
| 247    | 30 de Dezembro de 1948  | Frederico Guilherme Busch Júnior | Estabelece novos limites municipais e interdistritais                       |
| 215    | 7 de Maio de 1951       | Hercílio Deeke                   | Amplia o perímetro urbano                                                   |
| 717    | 28 de Abril de 1956     | Frederico Guilherme Busch Júnior | Cria os primeiros 19 bairros                                                |
| 774    | 25 de Fevereiro de 1957 | Frederico Guilherme Busch Júnior | Amplia o perímetro urbano do bairro Ponta Aguda                             |
| 926    | 23 de Dezembro de 1959  | Frederico Guilherme Busch Júnior | Cria novo perímetro urbano e zona suburbana                                 |
| 1044   | 5 de Outubro de 1961    | Hercílio Deeke                   | Amplia perímetro da rua Pedro Krauss Senior, bairro Vorstadt                |
| 1528   | 27 de Setembro de 1963  | Carlos Zadrozny                  | Amplia perímetro urbano dos bairros Bom Retiro, Progresso e Glória          |
| 787    | 27 de Outubro de 1967   | Carlos Zadrozny                  | Amplia perímetro urbano do bairro Itoupava Central                          |
| 857    | 13 de Maio de 1968      | Carlos Zadrozny                  | Amplia perímetro urbano do bairro Testo Salto                               |
| 1053   | 29 de Dezembro de 1969  | Carlos Zadrozny                  | Amplia perímetro urbano dos bairros Itoupava[carece de fontes?] e Badenfurt |
| 1061   | 31 de Dezembro de 1969  | Carlos Zadrozny                  | Amplia perímetro urbano do bairro Fortaleza                                 |
| 1062   | 31 de Dezembro de 1969  | Carlos Zadrozny                  | Amplia perímetro urbano dos bairros Salto e Velha                           |
| 1821   | 20 de Dezembro de 1971  | Evilásio Vieira                  | Altera lei nº 1528, sobre linhas de alta tensão                             |
| 1884   | 25 de Outubro de 1972   | Evilásio Vieira                  | Amplia perímetro da rua Bahia, que termina na divisa com Indaial            |
| 1905   | 22 de Dezembro de 1972  | Evilásio Vieira                  | Amplia perímetro do bairro Velha Grande                                     |
| 2021   | 9 de Agosto de 1974     | Félix Theiss                     | Cria novo perímetro e revoga os anteriormente estabelecidos                 |
| 2022   | 20 de Agosto de 1974    | Félix Theiss                     | Define o perímetro da Vila Itoupava                                         |
| 2043   | 16 de Outubro de 1974   | Félix Theiss                     | Altera os marcos 93 a 101                                                   |
| 83     | 8 de Junho de 1995      | Renato de Mello Vianna           | Fixa novo perímetro urbano da cidade                                        |
| 489    | 25 de Novembro de 2004  | Décio Lima                       | Estabelece nova divisão de bairros                                          |

## Distritos e bairros de Blumenau
Existem atualmente dois distritos em Blumenau, Vila Itoupava (que também é bairro) e Grande Garcia.
A seguinte tabela traz dados demográficos dos bairros blumenauenses, além de recortes espaciais.
| —                | Área (em km²) | População (2010) | Nº de domicílios | Habitantes por km² |
| ---------------- | ------------- | ---------------- | ---------------- | ------------------ |
| Água Verde       | 5,09          | 16.186           | 5.526            | 3.180              |
| Badenfurt        | 11,54         | 8.650            | 2.753            | 750                |
| Boa Vista        | 1,11          | 1.748            | 589              | 1.575              |
| Bom Retiro       | 1,31          | 1.117            | 407              | 853                |
| Centro           | 2,37          | 5.004            | 1.622            | 2.111              |
| Escola Agrícola  | 4,01          | 12.145           | 3.906            | 3.029              |
| Fidélis          | 8,76          | 5.392            | 1.597            | 616                |
| Fortaleza        | 5,29          | 13.196           | 4.212            | 2.495              |
| Fortaleza Alta   | 4,72          | 4.507            | 1.398            | 955                |
| Garcia           | 4,53          | 15.911           | 5.336            | 3.512              |
| Glória           | 1,95          | 6.228            | 2.096            | 3.194              |
| Itoupava Central | 44,67         | 28.164           | 8.715            | 630                |
| Itoupava Norte   | 5,4           | 15.648           | 5.258            | 2.898              |
| Itoupava Seca    | 2,95          | 4.464            | 1.616            | 1.513              |
| Itoupavazinha    | 11,71         | 17.560           | 5.358            | 1.500              |
| Jardim Blumenau  | 0,64          | 2.855            | 1.004            | 4.461              |
| Nova Esperança   | 1,84          | 3.853            | 1.240            | 2.094              |
| Passo Manso      | 7,37          | 6.799            | 2.069            | 923                |
| Ponta Aguda      | 7,09          | 9.880            | 3.233            | 1.394              |
| Progresso        | 6,68          | 15.005           | 4.852            | 2.246              |
| Ribeirão Fresco  | 1,22          | 1.587            | 513              | 1.301              |
| Salto            | 2,44          | 4.558            | 1.445            | 1.868              |
| Salto do Norte   | 7,11          | 8.441            | 2.779            | 1.187              |
| Salto Weissbach  | 4,15          | 5.213            | 1.556            | 1.256              |
| Testo Salto      | 14,98         | 7.065            | 2.135            | 472                |
| Tribess          | 3,32          | 8.503            | 2.691            | 2.561              |
| Valparaíso       | 1,42          | 5.280            | 1.774            | 3.718              |
| Velha            | 5,85          | 15.373           | 5.470            | 2.628              |
| Velha Central    | 7,29          | 18.779           | 6.119            | 2.576              |
| Velha Grande     | 1,63          | 4.332            | 1.221            | 2.658              |
| Victor Konder    | 0,81          | 4.612            | 1.990            | 5.694              |
| Vila Formosa     | 0,8           | 711              | 242              | 889                |
| Vila Itoupava    | 10,98         | 1.319            | 434              | 120                |
| Vila Nova        | 1,9           | 9.962            | 3.884            | 5.243              |
| Vorstadt         | 3,9           | 4.269            | 1.690            | 1.095              |
| Área urbana      | 206,83        | 294.316          | 96.730           | 1.423              |
| Área rural       | 312,97        | 14.695           | 4.216            | 47                 |
| Total            | 519,8         | 309.011          | 100.946          | 594                |